# شدة (فيزياء)
في الفيزياء، الشدة (بالإنجليزية: Intensity)‏ هي القدرة مقسومة على وحدة المساحة.

## الوصف الرياضي
لنفترض وجود منبع نقطي يشع الطاقة في الفضاء ثلاثي الأبعاد، وبفرض عدم وجود ضياع في الطاقة إلى الوسط الذي ينتقل فيه الإشعاع، تتناقص الشدة متناسبة مع مربع المسافة من الجسم. وباعتبار مبدأ حفظ الطاقة، فإن الطاقة الصافية الآتية من المنبع يجب أن تكون ثابتة، ونكتب:
{\displaystyle P=\int I\,dA}
حيث P طاقة الإشعاع الصافية الصادرة عن المنبع، I الشدة كتابع للموضع، وdA الشريحة العنصرية من السطح المغلق المحيط بالمنبع. باعتبار P ثابتة. فإذا قمنا بالتكامل على السطح المتعرض لشدة متجانسة I، للحظة معينة، على كرة متمركزة في المصدر النقطي تشع بشكل متساوي في جميع الاتجاهات، تصبح المعادلة بالشكل:
{\displaystyle P=|I|\cdot A_{surf}=|I|\cdot 4\pi r^{2}\,}
حيث I هي الشدة عند سطح الكرة، وr نصف قطر الكرة. ({\displaystyle A_{surf}=4\pi r^{2}} معادلة مساحة الكرة). بالحل نحصل على:
{\displaystyle |I|={\frac {P}{A_{surf}}}={\frac {P}{4\pi r^{2}}}}
وباعتبار الضياعات في الوسط الذي تنتقل في الأشعة، عندها تقل قيمة الشدة المعطاة في المعادلة السابقة.
أي شيء يمكنه نقل الطاقة يكون له شدة مصاحبة له. بالنسبة للأشعة الكهرومغناطيسية، إذا كانت E سعة الحقل الكهربائي، عندها تكون كثافة طاقة الموجة:
{\displaystyle U={\frac {n^{2}\epsilon _{0}}{2}}|E|^{2}},
ونحصل على الشدة بضرب هذه المعادلة بسرعة الموجة {\displaystyle c/n}:
{\displaystyle I={\frac {cn\epsilon _{0}}{2}}|E|^{2}},
حيث n هي قرينة الانكسار، {\displaystyle c} هي سرعة الضوء في الخلاء، و{\displaystyle \epsilon _{0}} هي السماحية الكهربائية في الخلاء.

## تعاريف أخرى للشدة
في علم قياس الإشعاع، وفي علم قياس الضوء، يكون للشدة معاني مختلفة:
وهي قدرة الإشعاع أو الإضاءة خلال وحدة الزاوية الصلبة. وهذا يسبب اختلاطًا في علم البصريات، حيث يشير مصطلح الشدة إلى شدة الإشعاع، أو شدة الإضاءة، أو التشعيع، وذلك بحسب الخلفية العلمية للشخص المستخدم للمصطلح. وفي بعض الأحيان يعبر عن الإشعاعية بالشدة، وخصوصًا من قبل علماء الفلك وعلماء الفيزياء الفلكية، وفي انتقال الحرارة.
| الكمية       | المصطلح             | الرمز    | الواحدة الدولية                                                            | الاختصار                      | ملاحظات                                                              |
| ------------ | ------------------- | -------- | -------------------------------------------------------------------------- | ----------------------------- | -------------------------------------------------------------------- |
| طاقة إشعاعية | Radiant energy      | Q        | جول                                                                        | J                             | طاقة                                                                 |
| تدفق إشعاعي  | Radiant flux        | Φ        | واط                                                                        | W                             | الطاقة الإشعاعية في واحدة الزمن، وتسمى أيضا الفيض الإشعاعي           |
| شدة إشعاعية  | Radiant intensity   | I        | واط/ستراديان                                                               | W·sr−1                        | الطاقة في واحدة الزاوية الصلبة                                       |
| إشعاعية      | Radiance            | L        | واط في السترأديان في المتر المربع                                          | W·sr−1·m−2                    | الطاقة في واحدة الزاوية الصلبة في واحدة المساحة للسطح المعرض للإشعاع |
| تشعيع        | Irradiance          | E, I     | واط في المتر المربع                                                        | W·m−2                         | الطاقة الساقطة على سطح ما.                                           |
| خرج إشعاعي   | Radiant exitance    | M        | واط في المتر المربع                                                        | W·m−2                         | الطاقة الصادرة من سطح ما.                                            |
| ؟            | Radiosity           | J or Jλ  | واط في المتر المربع                                                        | W·m−2                         | الطاقة الصادرة والمنعكسة التاركة لسطح ما.                            |
| تألق طيفي    | Spectral radiance   | Lλ or Lν | واط في السترأديان في المتر3 أو واط في السترأديان في المتر المربع في الهرتز | W·sr−1·m−3 or W·sr−1·m−2·Hz−1 | تقاس عادة بـ W·sr−1·m−2·nm−1                                         |
| تشعيع طيفي   | Spectral irradiance | Eλ or Eν | واط في المتر 3 أو واط في المتر المربع في الهرتز                            | W·m−3 or W·m−2·Hz−1           | تقاس عادة بـ W·m−2·nm−1                                              |